# NGC 4672
NGC 4672 (другие обозначения — ESO 322-73, IRAS12435-4125, MCG -7-26-41, PRC C-42, AM 1243-412, DCL 189, PGC 43073) — галактика в созвездии Центавр.
Этот объект входит в число перечисленных в оригинальной редакции «Нового общего каталога».
Балдж галактики вытянут перпендикулярно диску. Свойства галактики подобны свойствам NGC 4698.